# Episema antherici
Episema antherici är en fjärilsart som beskrevs av Hugo Theodor Christoph 1884. Episema antherici ingår i släktet Episema och familjen nattflyn. Inga underarter finns listade i Catalogue of Life.